# Morgan Rewind: A Tribute to Lee Morgan Vol. 2
| Recensione         | Giudizio |
| ------------------ | -------- |
| DownBeat           |          |
| All About Jazz (1) |          |
| All About Jazz (2) |          |
| All About Jazz (3) |          |
| Cadence            | /        |
| Jazzrytmit         | /        |
| Jazzwax            | /        |

Morgan Rewind: A Tribute To Lee Morgan, Vol. 2 è il nono album in studio registrato negli Stati Uniti da Roberto Magris per la casa discografica JMood di Kansas City ed è stato pubblicato nel 2014. È il secondo volume dell’omaggio al trombettista Lee Morgan, dedicato alla rivisitazione della sua musica, assieme a musicisti della scena jazz di Kansas City, con una formazione completamente diversa da quella del precedente Vol. 1.

## Tracce
CD 1
1. A Bid for Sid – 5:59 (Lee Morgan)
2. Exotique – 7:53 (Lee Morgan)
3. Blue Lace – 7:14 (Lee Morgan)
4. Cunning Lee – 6:41 (Lee Morgan)
5. The Sixth Sense – 5:32 (Lee Morgan)
6. Soft Touch – 7:03 (Lee Morgan)
7. Gary’s Notebook – 7:38 (Lee Morgan)

CD 2
1. Speedball – 5:10 (Lee Morgan)
2. Libreville – 9:29 (Roberto Magris)
3. Get Yo’self Togetha – 6:51 (Lee Morgan)
4. A Summer’s Kiss – 7:33 (Roberto Magris)
5. Zambia – 4:58 (Lee Morgan)
6. Helen’s Ritual – 6:46 (Lee Morgan)
7. Audio Notebook – 6:46

## Musicisti
- Hermon Mehari – tromba
- Jim Mair – sassofono tenore, sassofono soprano, flauto
- Peter Schlamb – vibrafono
- Roberto Magris – pianoforte
- Elisa Pruett – contrabbasso
- Brian Steever – batteria
- Pablo Sanhueza – congas e percussioni